# Spółdzielczy Dom Handlowy „Klimczok”
Spółdzielczy Dom Handlowy „Klimczok” – dom handlowy w Bielsku-Białej, usytuowany w historycznym centrum dawnego miasta Biała pomiędzy placem Wojska Polskiego, ulicą Łukową, ulicą Cyniarską i rzeką Białą (oficjalny adres: Cyniarska 11). Został zbudowany w latach 1976–1988 i należy do Powszechnej Spółdzielni Spożywców „Społem”.

## Historia
Decyzję o budowie wielkopowierzchniowego domu handlowego podjęto w pierwszej połowie lat 70. XX wieku, gdy miasto przeżywało boom demograficzny związany z otwarciem Fabryki Samochodów Małolitrażowych. Po rozważeniu kilku lokalizacji zdecydowano się na przestrzeń w historycznym centrum Białej zajmowaną głównie przez zabudowania przemysłowe dawnej farbiarni Roberta Kergera. Wyburzono je i rozpoczęto przygotowywanie terenu pod obiekt handlowy (którego pierwsza robocza nazwa brzmiała „Szyndzielnia”) w 1976.
Prace ziemne zaczęto prowadzić w 1977, jeszcze zanim uzyskano pozwolenie na budowę, co nastąpiło 2 września 1978. Generalnym wykonawcą robót było Bielskie Przedsiębiorstwo Budownictwa Przemysłowego. Pierwotnie planowano otwarcie obiektu na rok 1983, jednak po dwóch latach budowa została wstrzymana w związku ze złą sytuacją gospodarczą w kraju i niedostatkiem materiałów budowlanych. Wznowiono ją dopiero w 1985.
W maju 1988, gdy trwały już prace wykończeniowe, rozpoczęto przebudowę otoczenia. Wyburzono całą zachodnią pierzeję ulicę Cyniarskiej (z wyjątkiem kamienicy nr 13, która została zniszczona w kontrowersyjnych okolicznościach w maju 2022 podczas kolejnej przebudowy ulicy), otwierając „Klimczok” na plac Wojska Polskiego.
Oficjalne rozpoczęcie działalności nastąpiło 19 grudnia 1988. Z powierzchnią użytkową 18 243 m² (w tym 7 400 m² powierzchni handlowej oraz 701 m² powierzchni gastronomicznej) i ponad 600 pracownikami był określany przez media jako największy lub jeden z największych tego typu obiektów w Polsce. Zastosowano w nim szereg nowinek, jak pierwsze w mieście schody ruchome czy parking na dachu z dojazdem za pomocą zewnętrznej ślimacznicy. Na otwarcie „Klimczoka” przybyły wielotysięczne tłumy. Dochodziło do licznych przepychanek wymuszających interwencję milicji, co obficie relacjonowano w prasie i telewizji (w tym w Dzienniku Telewizyjnym) jako szturm, oblężenie, apokaliptyczny obraz czy ludzki dramat.
W 1990 otwarto lokale usługowe, w tym księgarnię i kwiaciarnię, w zadaszonym pasażu łączącym plac Wojska Polskiego z nabrzeżem rzeki Białej. Wkrótce potem oddano do użytku nowy pawilon gastronomiczny od strony ulicy Cyniarskiej zajmowany od połowy lat 90. przez bar szybkiej obsługi KFC. W latach 1999–2000 galeria boczna od strony ulicy Łukowej została poszerzona o przeszkloną nadbudowę.

## Galeria

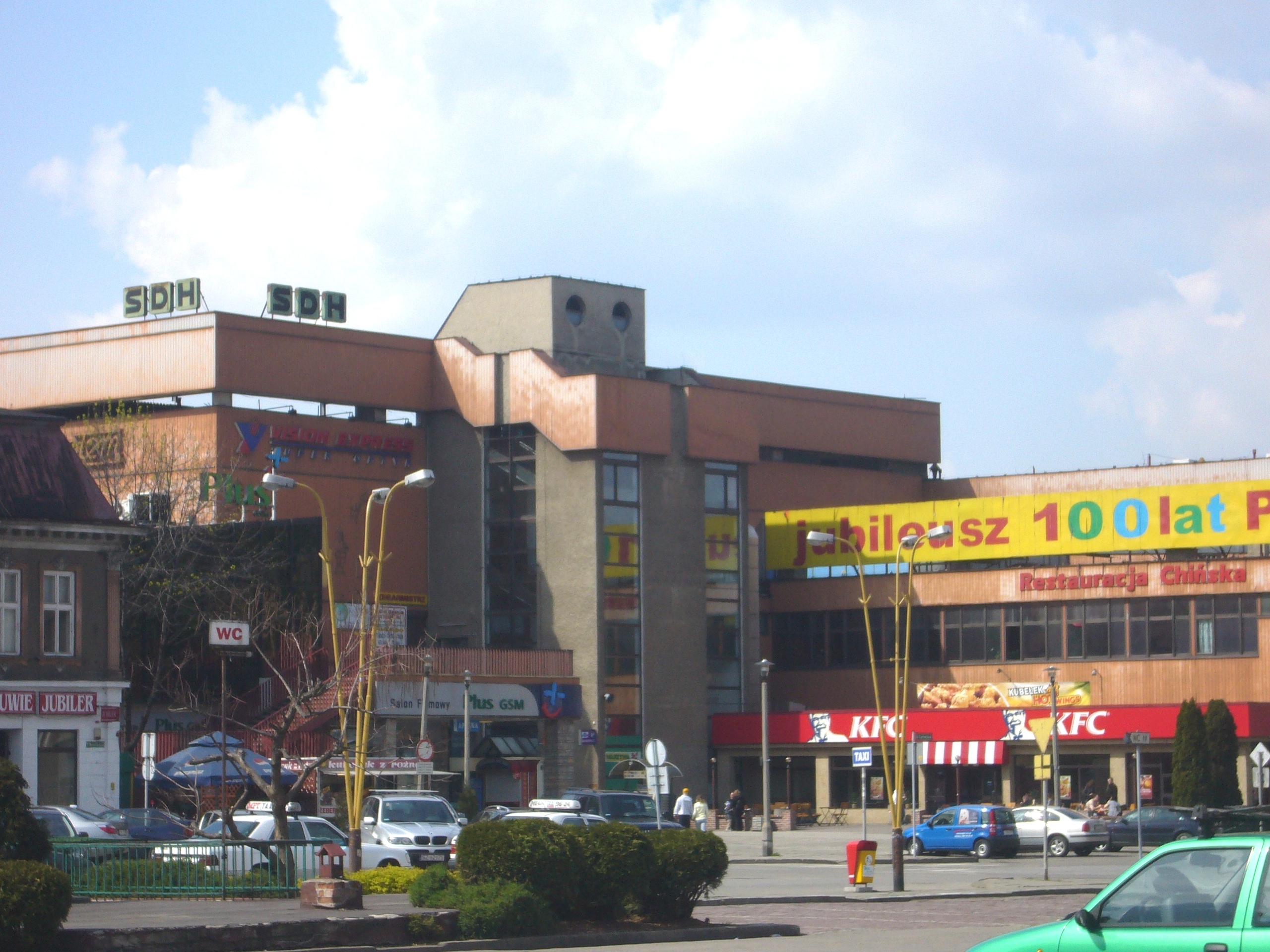
Widok z placu Wojska Polskiego (2008)
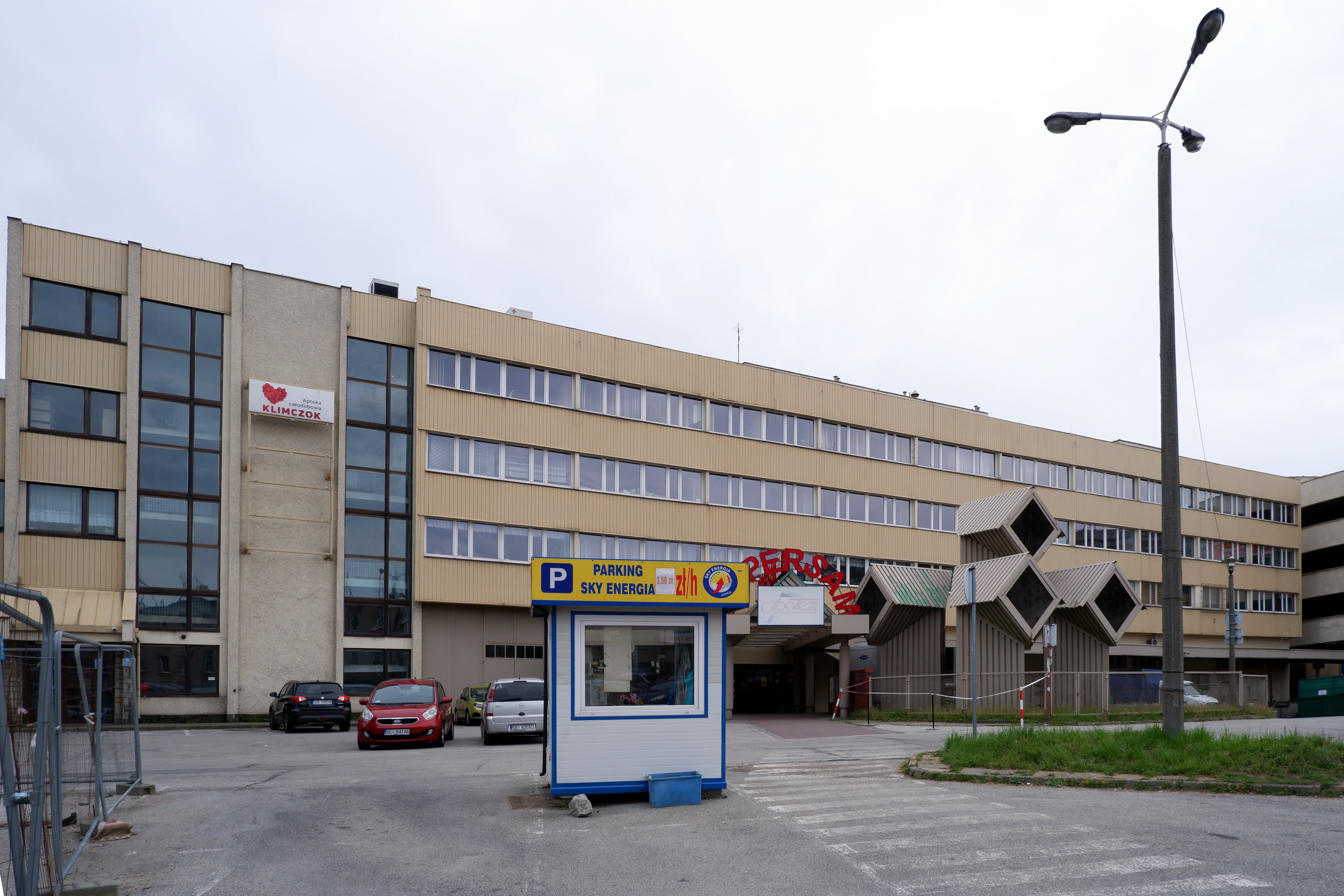
Elewacja północna (2023)
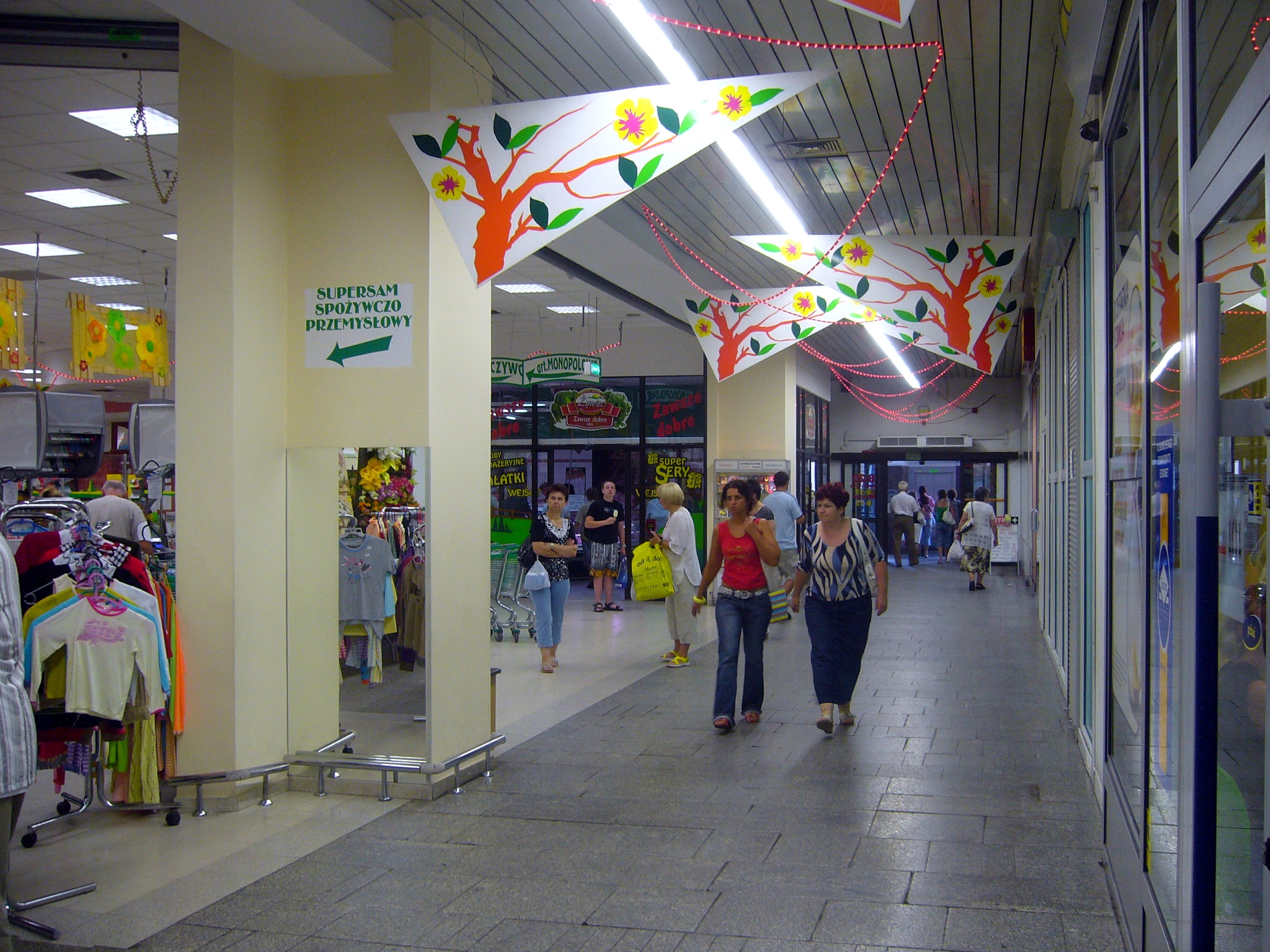
Pasaż na parterze (2009)
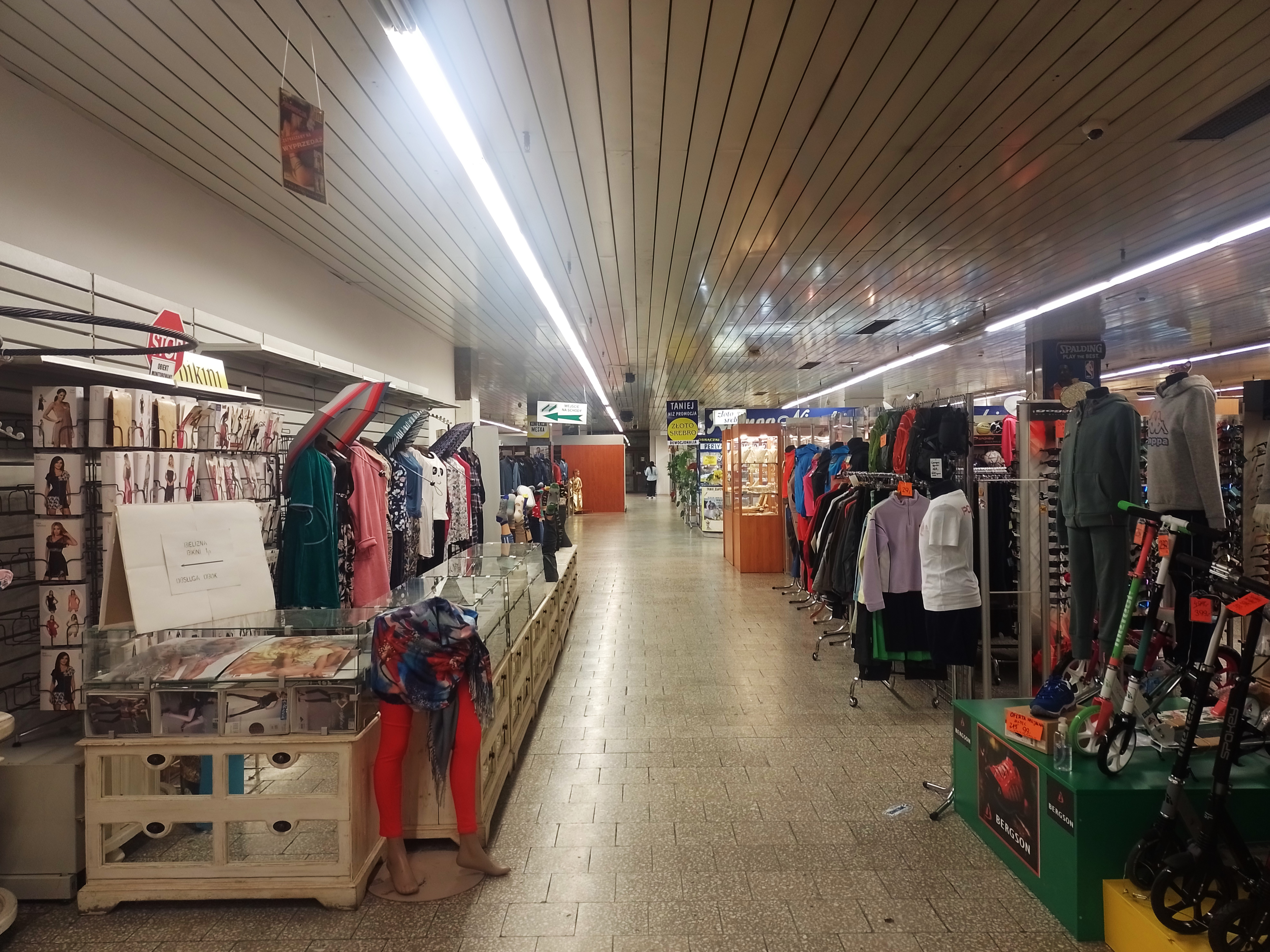
Stoiska odzieżowe na pierwszym piętrze (2023)
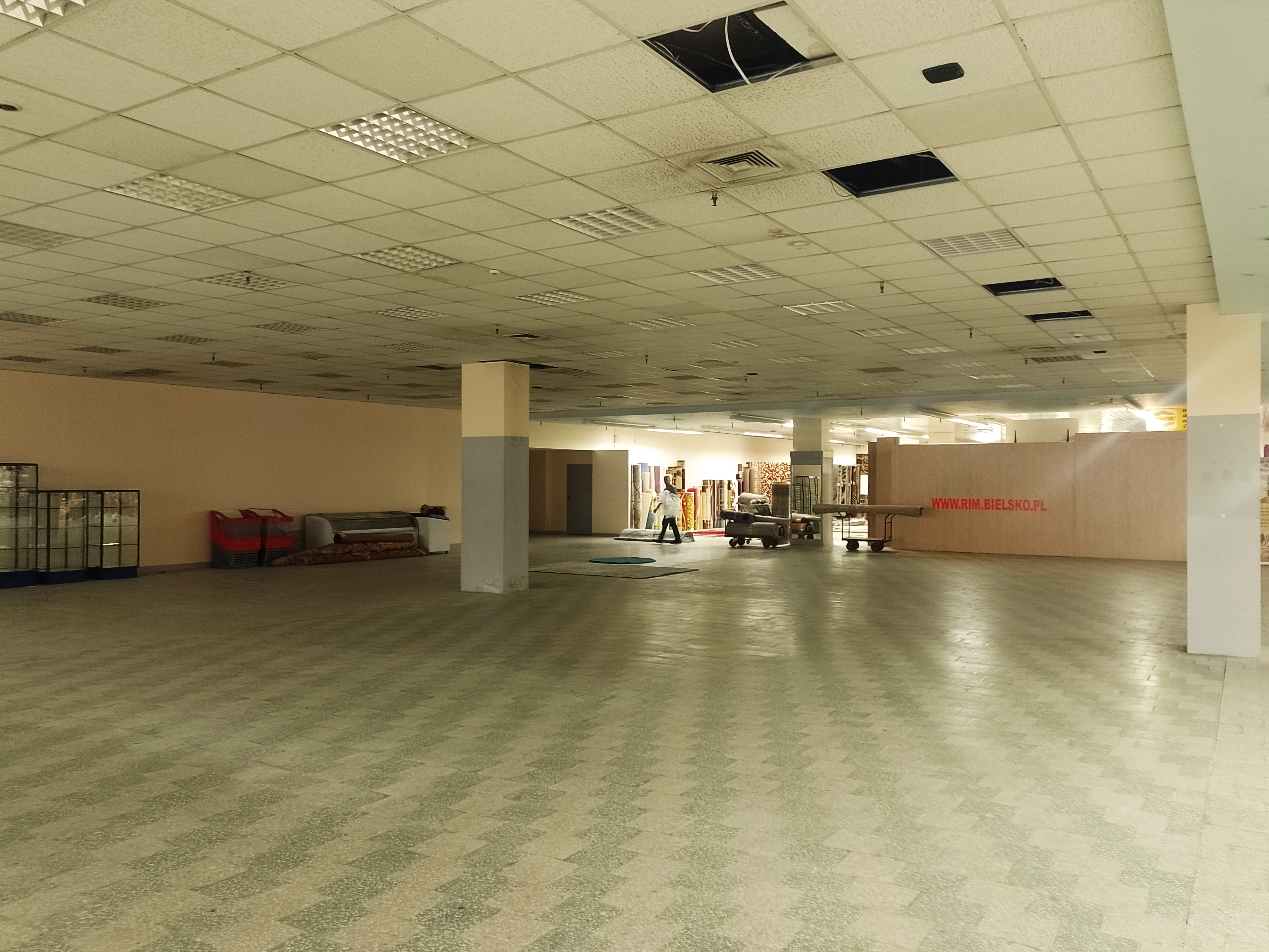
Opustoszała przestrzeń handlowa na drugim piętrze (2023)
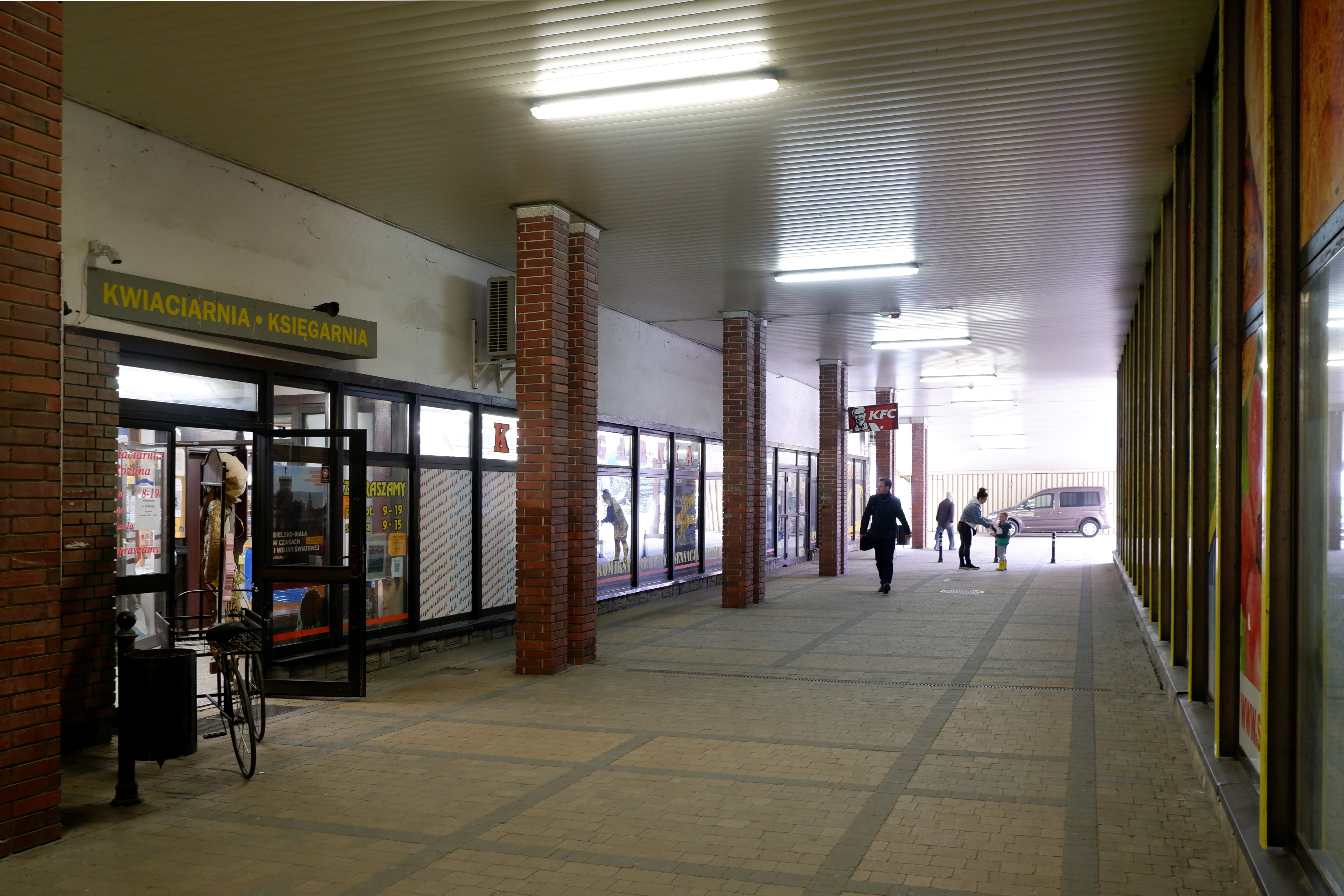
Zadaszony pasaż zewnętrzny z księgarnią i kwiaciarnią (2023)